# Cyrtodactylus hontreensis
Cyrtodactylus hontreensis es una especie de gecos de la familia Gekkonidae.

## Distribución geográfica
Es endémica de la isla Hon Tre, en la costa sur de Vietnam.